# Carrer de Guillem de Castro
El carrer de Guillem de Castro és una via urbana del centre de València. Està situat entre la plaça de Sant Agustí i el Jardí del Túria, i fita amb els carrers de Na Jordana, Quart, Jesús, Blanqueries i Hospital.
El trajecte transcorre pel recorregut que feia la Muralla cristiana de València, de la qual encara es conserven les Torres de Quart, antic portal de la muralla. A més d'aquest portal, abans hi havia també el Portal dels Innocents, el Portal del Coixo i el Portal dels Tints, tots situats al recorregut del carrer de Guillem de Castro.
Al llarg del seu recorregut destaquen Museu Valencià de la Il·lustració i de la Modernitat (MuVIM), el jardí de l'Antic Hospital, el Teatre Micalet, la seu de la Federació Valenciana de Municipis i Províncies, les Torres de Quart, diverses facultats de la Universitat Catòlica de València i el Centre Cultural la Beneficència, que alberga el Museu Valencià d'Etnologia i el Museu de Prehistòria de València.
El carrer rep el nom de Guillem de Castro i Bellvís (València, 1569-1631), dramaturg del Segle d'Or valencià. El nom va ser acordat en setembre de 1874 i confirmat en 1928.